# 메타폴리스
메타폴리스(영어: Metapolis) 혹은 메타폴리스 타워(영어: Metapolis Tower)는 대한민국 경기도 화성시 동탄중앙로 220(동탄신도시)에 지은 대한민국의 초고층 주상복합 건물이며 총 1,266세대로 되어있다. 2001년 동탄신도시 개발 당시부터 계획되었던 초고층 주상복합 단지로, 2007년에 착공하여 2010년 9월 3일에 완공되었다.

## 역사

### 1단계
2004년 포스코가 시공사로 참가하는 PF로 추진되었다. 2007년에 착공하여 2010년 9월 3일에 완공하였고 1단계 개발인 메타폴리스 4개 동의 아파트(101동 249m, 102동 224m, 103동 203m, 104동 247m)와 메타폴리스몰을 개발했고 9월 4일부터 입주가 시작되었다. 미디어센터(56층), 벤처센터(36층), 호텔(19층)은 아쉽게도 무산되었다.

### 2단계
2015년에는 메타폴리스 2단계 개발 계획이 있으나 무산되었다. 2017년 2단계 사업 11년만에 재개하였다. 스타즈호텔 메타폴리스(지하 5층 ~ 지상 20층, 높이 74.8m)가 2017년에 착공하여 2019년 12월에 완공되었다.

## 구성

### 아파트
다음은 메타폴리스 아파트의 단지 구성이다.
| 단지  | 층수 | 높이 |
| ----- | ---- | ---- |
| 101동 | 66층 | 249m |
| 102동 | 60층 | 224m |
| 103동 | 55층 | 203m |
| 104동 | 66층 | 247m |

### 타임테라스
타임테라스는 메타폴리스 단지 내에 있는 쇼핑몰로 홈플러스, CGV 등이 입점하고 있다. 2010년 12월 9일에 메타폴리스몰이라는 이름으로 개장하였으며, 2015년에 센터포인트몰로 이름이 변경되었고, 2022년 타임테라스로 이름이 변경되었다. 특이사항으로 과거에는 아이스링크가 위치해 있으나 전기 불법사용 문제로 철거되었다.

## 높이 및 특징

### 높이
안테나/첨탑 높이 기준 249m로, 63빌딩의 높이가 비슷하고 그 빌딩의 층수를 제친다. 63빌딩은 최고 60층이지만 메타폴리스는 101동, 104동 기준 최고 66층이다. 완공 당시 경기도에서 가장 높은 건물이며 화성시에서 가장 높은 건물이 되었다. 이 아파트는 부천 리첸시아 타워(241m, 66층), 고양 일산 두산위브더제니스(105동 230m, 59층), 일산 요진 와이시티(103동, 104동, 105동 230m, 59층)보다 높다.

### 특징
방 3개, 욕실 2개, 화장실이 있으며 계단식으로 구성되어 있다. 오티스 엘리베이터의 제품이 설치되어 있고 엘리베이터는 각 동마다 7대씩 있다. 고층일수록 전망이 뛰어나며 맑은 날씨에는 서해대교까지 볼 수 있다.

## 시설

### 아파트 시설
아파트 내부에는 지하주차장, 로비, 아파트, 커뮤니티 시설이 있다.

### A동, B동 안내
| 층수                | 시설                    |
| ------------------- | ----------------------- |
| 6층 ~ 66층          | 아파트                  |
| 5층                 | 커뮤니티 시설, 옥외정원 |
| 2층 ~ 4층           | 주차장                  |
| 1층                 | 로비, 상업시설, 주차장  |
| 지하 1층 ~ 지하 2층 | 지하주차장              |

### C동, D동 안내
| 층수                | 시설                    |
| ------------------- | ----------------------- |
| 7층 ~ 66층          | 아파트                  |
| 6층                 | 커뮤니티 시설, 옥외정원 |
| 2층 ~ 5층           | 주차장                  |
| 1층                 | 로비, 상업시설, 주차장  |
| 지하 1층 ~ 지하 2층 | 지하주차장              |

### 쇼핑시설
지하주차장과 쇼핑센터, 휘트니스센터 등이 있다.
| 층수                | 시설         |
| ------------------- | ------------ |
| 6층                 | 휘트니스센터 |
| 지하 1층 ~ 7층      | 쇼핑센터     |
| 지하 4층 ~ 지하 2층 | 지하주차장   |

## 사건 및 사고

### 동탄 메타폴리스 홈플러스 화재
2017년 2월 4일 토요일 66층 B동과 상가와 복합 쇼핑몰에 화재가 발생하여 4명(남성 3명, 여성 1명)이 사망했다. 사건은 뽀로로 테마파크 철거 도중에 발생하였다.

### 동탄 메타폴리스 화재
2018년 12월 20일 목요일 동탄 메타폴리스 44층에 화재가 발생하여 350명이 대피했다.

## 대중문화
- 2013년에 방영된 SBS 드라마 주군의 태양에 메타폴리스가 나온다.
- 2018년에 방영된 tvN 드라마 나인룸에 메타폴리스가 나온다.

## 갤러리

동탄신도시 스카이라인. 메타폴리스가 보인다.
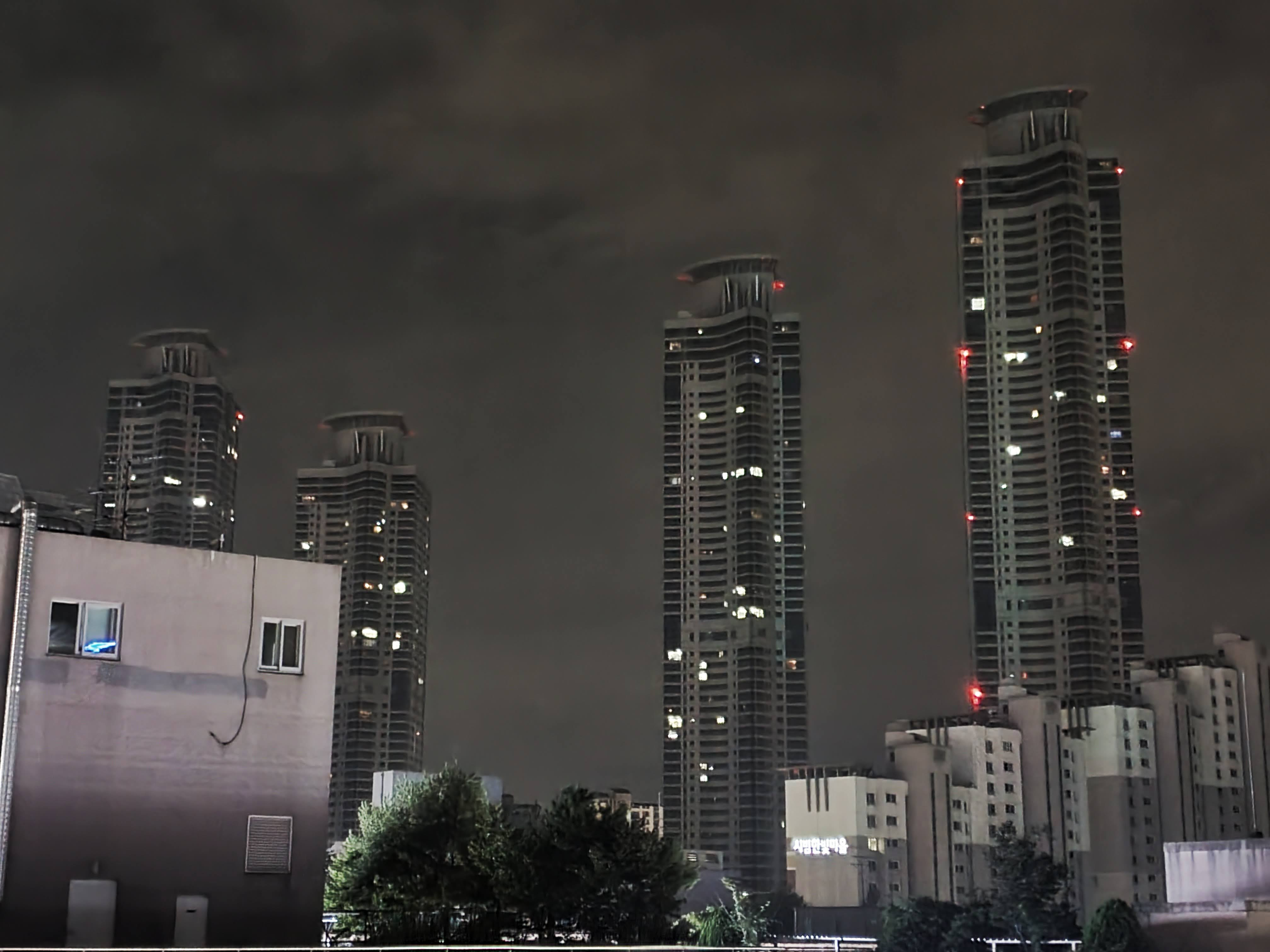
야경.

## 같이 보기
- 마천루 목록
- 타워팰리스
- 위브 더 제니스 타워
- 더 샾 퍼스트 월드
- 대한민국의 마천루 목록
- 경기도의 마천루 목록
- 화성시의 마천루 목록